# Dīlānchī Arkhī-ye Soflá
Dīlānchī Arkhī-ye Soflá (persiska: دیلانچی ارخی سفلی, Dīlanchī Arkhī-yeSoflá) är en ort i Iran.   Den ligger i provinsen Västazarbaijan, i den nordvästra delen av landet, 600 km väster om huvudstaden Teheran. Dīlānchī Arkhī-ye Soflá ligger 1 343 meter över havet och antalet invånare är 455.
Terrängen runt Dīlānchī Arkhī-ye Soflá är kuperad åt nordväst, men åt sydost är den platt. Runt Dīlānchī Arkhī-ye Soflá är det ganska tätbefolkat, med 108 invånare per kvadratkilometer. Närmaste större samhälle är Naqadeh, 10,7 km sydost om Dīlānchī Arkhī-ye Soflá. Trakten runt Dīlānchī Arkhī-ye Soflá består till största delen av jordbruksmark.